# Jean Huber

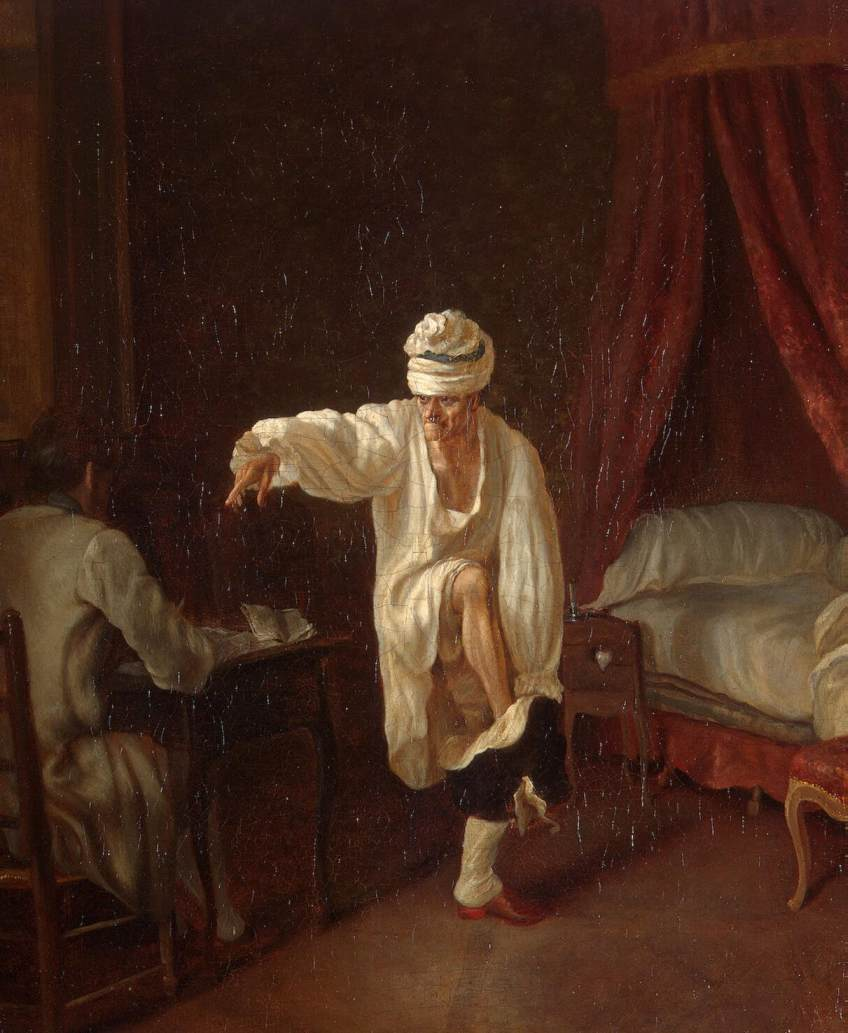
Jean Huber: Voltaire beim morgendlichen Ankleiden

 Jean Huber, auch genannt Huber-Voltaire, (* 13. Januar 1721 in Genf; † 1786 in Lausanne) war ein nebenberuflicher Genfer Silhouettenschneider, Zeichner, Kupferstecher und Maler, der seinen Beinamen von seinem Hauptsujet, der Darstellung des Lebens und der Person des Schriftstellers und Philosophen Voltaire, erhielt.

## Leben
Der Jurist und Offizier Jean Huber entstammte einer geadelten Genfer Familie und war ab 1752 Mitglied des Rates der Stadt Genf. Nach der Niederlassung Voltaires am Genfersee zählte er bald zum Freundeskreis des Schriftstellers. Jean Huber fertigte zunächst aus eigenem Antrieb, später im Auftrag, zahlreiche Bildnisse des ab 1757 in Ferney lebenden Schriftstellers an. Die Spannbreite der Techniken reichten von der Silhouette über den Kupferstich bis zum Ölbild und der Kleinplastik. Fast alle Werke Hubers tragen humoristische bis karikierende und idealisierende Züge. Die Arbeiten Hubers genossen nicht immer die Zustimmung des Dargestellten. Bei den Anhängern und den Freunden Voltaires waren die Bildnisse sehr gefragt. Besonders der Baron Friedrich Melchior Grimm machte Jean Huber allerorts bekannt. Das Hauptwerk Hubers war eine Gemäldefolge Scènes domestiques de la vie de Voltaire, die 1769 bis 1772 im Auftrag von Katharina II. entstand.  Goethe lernte Jean Huber 1779 auf dessen Landsitz kennen und nannte ihn „einen Mann, dem Geist, Imagination, Nachahmungsbegierde zu allen Gliedern heraus will“.
Nach Jean Orieux verfügte Huber über eine zirkusreife Kunstfertigkeit. Er war in der Lage, Silhouetten von Gästen aus schwarzem Papier hinter seinem Rücken zu schneiden. Seinen Hund hatte er soweit abgerichtet, dass dieser derartig in eine von Huber vorgehaltene Scheibe Käse biss, dass nach mehreren Bissen die Silhouette Voltaires erkennbar war. In einem Brief Matthissons ist dagegen vom Jagdhund Hubers die Rede, der eine Brotscheibe auf dem Rücken seines Herrn zur Silhouette Voltaires zurechtbeisst.
Aufgrund seines Sujets erhielt Huber den Beinamen Voltaire. Sein Sohn François Huber wurde als Naturforscher bekannt.

## Werke
- La sainte cène du patriarche, 1772/73, Voltaire foundation, Oxford